# 백주환
백주환(1983년 4월 12일 ~ )은 대한민국의 배우이다.

## 학력
- 세종대학교 디지털콘텐츠학과

## 출연

### 영화
- 《더블패티》 (2021년) - 기호 역
- 《첫잔처럼》 (2019년) - 건설사 차장 역
- 《오만》 (2019년) - 대리 손님 2 역
- 《창간호》 (2019년) - 검은양복/ 제작부장2019년
- 《삼선의원》 (2018년) - 검은 양복 역
- 《군산: 거위를 노래하다》 (2018년) - 서울식당손님 역
- 《물괴》 (2018년) - 강제징집관군 역
- 《임금님의 사건수첩》 (2017년) - 사관 6 역
- 《아티스트: 다시 태어나다》 (2017년) - 길거리 행인 역

### 드라마
- 《안투라지》 (2016년, tvN)

### 연극
- 《백야, 청춘일발장전》
- 《1950 결혼기념일》
- 《셜록홈즈》
- 《죽여주는 이야기》
- 《그놈을 잡아라》